# Die Kunst des Krieges (Machiavelli)

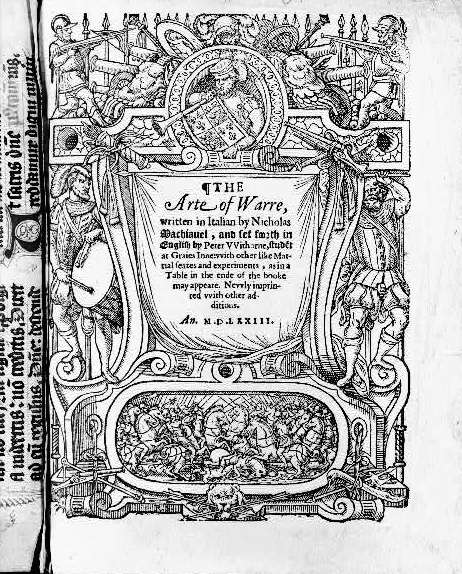
The Arte of Warre: Frontispiz der englischen Ausgabe von Peter Withorne, London 1573

Über die Kunst des Krieges oder Dell’arte della guerra von Niccolò Machiavelli, entstanden zwischen 1519 und 1520, ist eine Abhandlung über Taktik, Strategie, Politik und hauptsächlich das Militärwesen.
Im Gegensatz zu Werken wie Der Fürst oder den Discorsi ist die Kunst des Krieges eines der weniger gelesenen Werke des bekannten Staatsmannes und Philosophen der Renaissance. Machiavelli selbst hielt sie für seine wichtigste Arbeit.

## Inhalt
Die Kunst des Krieges entstand in einer Zeit, zu der Italien von Krieg, Intrigen und ausländischen Besatzern geprägt war. Machiavelli führte diese Lage hauptsächlich auf Fehler der politischen und militärischen Führung zurück.
Die Arte kann in zwei inhaltlich unterschiedliche Hälften geteilt werden: Eine militärisch-taktische Abhandlung und eine politische.
In ersterer beschreibt er unter anderem die verschiedenen Möglichkeiten der Verwendung des Heers in Zeiten des Krieges und des Friedens. So meint er beispielsweise, dass eine Armee gleichermaßen als Mittel zur Eroberung, zum Schutz, zur Beruhigung und zur Unterstützung des Fürsten und der Gesetze verwendet werden kann.
In einem Dialog zwischen Machiavellis Freunden lässt er den Condottiere Fabrizio Colonna über den Verfall italienischer Tugenden, besonders in den Reihen der Fürsten, berichten. Machiavelli bringt zahlreiche Gründe vor, weshalb eine Nachahmung römischer Sitten, Militärdisziplin, Taktik und Strategie für das Italien der Renaissance von Vorteil wäre.
Eine Besonderheit in der Kriegsliteratur ist die fingierte Schlacht, in der einer von Machiavellis Freunden eine bis ins Detail aufgestellte Armee sukzessive den Feind besiegen lässt. Der darauf folgenden Diskussion ist eine beträchtliche Bedeutung für die Taktik der damaligen Zeit beizumessen. Obgleich Kritiker immer wieder meinten, Machiavellis Vorschläge, besonders die Nachahmung altrömischer Taktiken, seien im Zeitalter der aufkommenden Schusswaffen und Artillerien obsolet, dienten sie Heerführern wie Moritz von Oranien und Gustav Adolf von Schweden als Inspiration.
Machiavelli bespricht außerdem Vorgehensweisen von Fürsten und militärischen Kommandierenden zur Motivation und Übung der Soldaten. Auch das Problem der Aushebung wird besprochen.
Ähnlich wie auch in seinen anderen Werken übernimmt er viele Gedanken von antiken Autoren des Genres. Bekannte Kriegsphilosophen wie Polybios, Frontinus und Vegetius spielen eine große Rolle.
Die politischen Ideen der zweiten Hälfte des Buches sind im Großen und Ganzen ähnlich zu denen der Discorsi und des Fürsten.
Trotz der Titelgleichheit unterscheidet sich die Arte della Guerra grundlegend von Sunzis bekanntem Werk Die Kunst des Krieges.

## Ausgaben
- Die Kriegskunst in sieben Büchern nebst kleinen militairischen Schriften des Niccolo Machiavelli. Aus dem Italienischen übersetzt von Johann Ziegler (= Niccolo Machiavelli’s Sämmtliche Werke. Bd. 3). Groos, Karlsruhe 1833, S. 1–192 (Digitalisat).

Diese Übersetzung wurde im Rahmen einer aktuellen Gesamtausgabe der Werke Machiavellis neu herausgegeben:
- Die Kunst des Krieges (Dell’arte della guerra). In: Alexander Ulfig (Hrsg.): Gesammelte Werke. Vom Staate, Vom Fürsten, Geschichte von Florenz, Die Kunst des Krieges, Kleine Schriften, Komödien, Dialog über die Sprache, Die Belfagor-Novelle. Zweitausendeins, 2. Auflage 2006, ISBN 3-86150-774-9 / Dörfler, Eggolsheim 2011, ISBN 3-89555-702-1, S. 709–856.